# Пашкевич, Евгений Михайлович
Евге́ний Миха́йлович Пашке́вич (латыш. Jevgeņijs Paškēvičs; 1 ноября 1948) — советский, российский и латвийский кинорежиссёр, сценарист и продюсер.

## Биография
Родился в Даугавпилсе. Окончил ВГИК (мастерская Романа Кармена) в Москве в 1978 году. С 1969 года работал Рижской киностудии. В 2000 году основал «Nida Filma».
Режиссёр и директор 2 художественных и 36 документальных фильмов. Создал сценарии для 11 художественных и документальных фильмов. Его фильмы «Долгий день», «Вариации на тему» и «Дни человека» использовались в качестве учебных пособий для подготовки кинематографистов в следующих высших учебных заведениях: ВГИК (Россия), в Нью-йоркском университете и в Гарвардском университете (США).
В 2012 году eго фильм «Гольфстрим под айсбергом» стал лауреатом «Большого Кристапа».

## Фильмография

### Режиссёр
- 1989 — «Дни человека»
- 2012 — «Гольфстрим под айсбергом» [2]

### Сценарист
- 2012 — «Гольфстрим под айсбергом»

### Продюсер
- 2012 — «Гольфстрим под айсбергом»

## Документальное кино
- 1973 — «Ласточкин бег» (документальный) — совместно с Ю. Подниексом
- 1975 — «Впечатление» (документальный)
- 1975 — «Зимний пейзаж» (документальный)
- 1978 — «Новеллы по телефону» (документальный)
- 1981 — «Длинный день» (документальный)
- 1984 — «Infanti» (короткометражный)
- 1986 — «Вариация на тему» (документальный)